# Kirchhoff Automotive

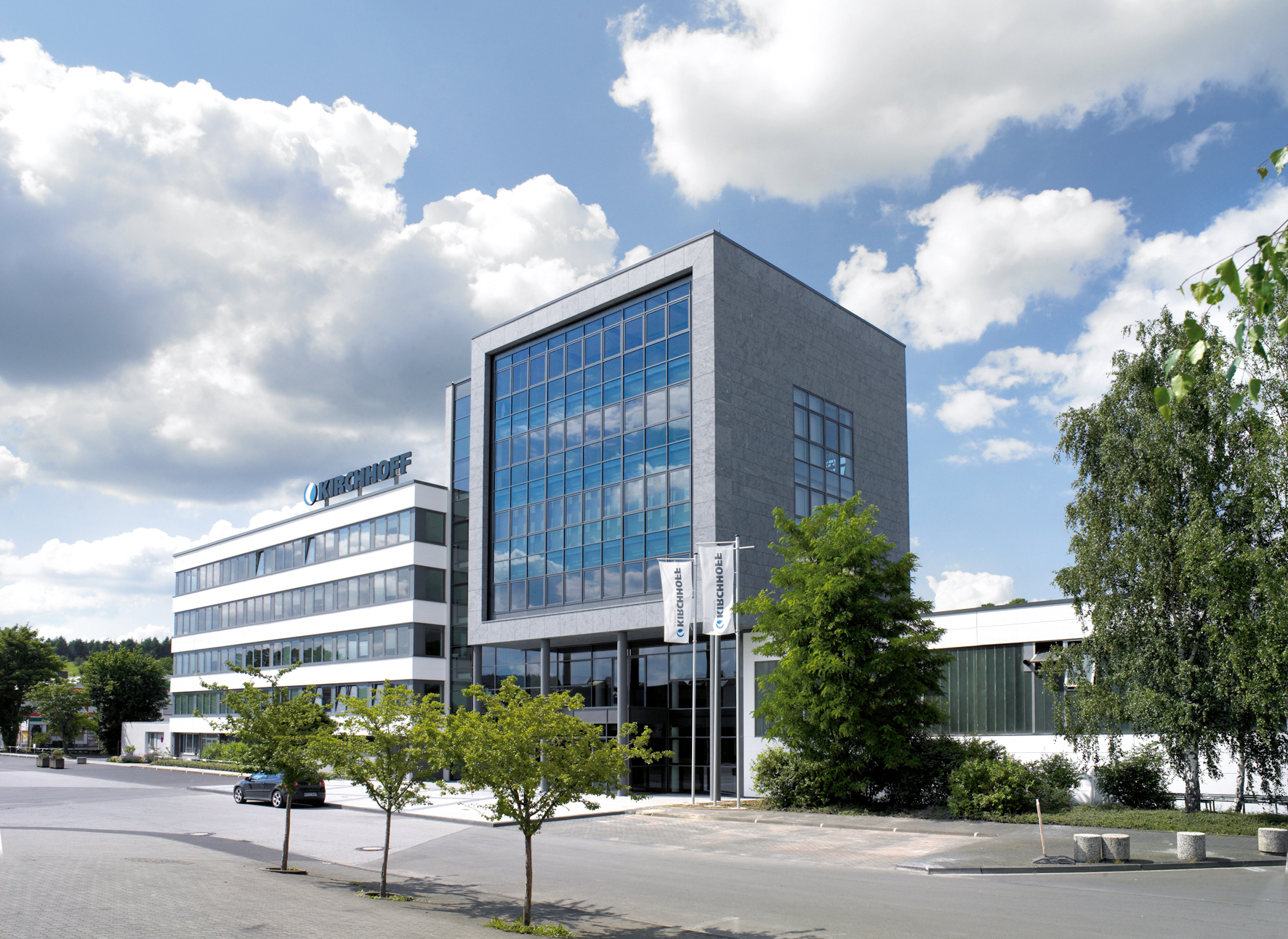
Unternehmenssitz der Kirchhoff Automotive Deutschland GmbH in Attendorn

Kirchhoff Automotive (Eigenschreibweise KIRCHHOFF Automotive) mit Hauptsitz im nordrhein-westfälischen Iserlohn ist ein Automobilzulieferer. Das in der vierten Generation geführte Familienunternehmen ist ein Entwicklungspartner der Automobilindustrie für komplexe Metall- und Hybridstrukturen für Rohkarosserie und Fahrwerk sowie Crash Management Systeme und Armaturentafelträger. Das Unternehmen  erwirtschaftete im Jahr 2023 einen Umsatz von 1.800 Millionen Euro und beschäftigte über 8.000 Mitarbeitende in 11 Ländern. Seit der Übernahme aller Anteile der Mehrheitsbeteiligung am kanadischen Unternehmen Van-Rob ist Kirchhoff Automotive mit 27 Produktionswerken auf den Kontinenten Europa, Asien und Nordamerika vertreten.

## Geschichte
Die Geschichte geht zurück auf ein durch Conrad von der Becke, Stephan Witte und Franz Hermann Herbers um 1785 gegründetes Unternehmen zur Herstellung aller Sorten von Nadeln aus erstklassigem Gussstahlnadeldraht, der in eigenen Werkstätten hergestellt wurde. Später entstand die Witte'sche Handelsgesellschaft mit beschränkter Haftung als Verkaufsorganisation für den europäischen Markt. Die in drei turmartigen Fabrikhäusern vorhandenen Fertigungsstätten Im Ohl wurden 1864 durch den Bau eines großen Fabrikgebäudes an der Stefanstraße/Ecke Baarstraße, das ganz auf Dampfkraft und Transmissionsantrieben basierte, erweitert.
Gegen Ende des 19. Jahrhunderts ging die Blütezeit der Iserlohner Nadelindustrie zu Ende und das Unternehmen machte Verluste. Als neuer Geschäftsbereich des Unternehmens wurde auf Initiative des 1879 in das Unternehmen eingetretenen Friedrich Kirchhoff, der 1894 Teilhaber geworden war, unter dem Namen Iserlohner Preß- und Stanzwerke, Stephan Witte & Co. das erste Presswerk für die Produktion von Riemenscheiben 1894 gegründet. Mit der Produktion von gepressten Stahlblechen für den Waggon- und Lokomotivbau für die Preußischen Staatsbahnen, im Bergbau und die Automobilindustrie wurde 1895 begonnen. Das Unternehmen produzierte zwischenzeitlich für Absatzmärkte in Italien, Baltikum, Österreich, Frankreich, Schweiz, Holland, Polen, Russland, Dänemark, Türkei, Spanien, Bulgarien, Rumänien, England, Griechenland, Ägypten, USA, Indien, Holländisch-Hinterindien und überwiegend für den Export nach China. Durch Ausbruch des Ersten Weltkrieges wurde die Nadelindustrie vom Weltmarkt abgeschnitten. Es kam zu Produktionsrückgangen von mehr als 50 Prozent. Man fertigte nun im Press- und Stanzwerk unter anderem Maschinengewehr- und Munitionswagen. Auch Press- und Stanzteile für den Bau von Heeresfahrzeugen wurden gefertigt.  Nach Kriegsende konnte verstärkt mit der Herstellung von Pressteilen für die Reichsbahn begonnen werden. Auch versuchte man bei der Nadelproduktion die alten Absatzmärkte wieder zurückzugewinnen, was teilweise gelang. 1929 entstand in Lecco-Laorca (Italien) das Nadelwerk „Primo Aghificio Italiano S. A.“ Während der Zeit der Weltwirtschaftskrise kam es erneut zu Exportrückgängen.
1938 wurde das Unternehmen Stephan Witte in eine Kommanditgesellschaft umgewandelt. Friedrich Kirchhoff wurde Kommanditist und seine Söhne Fritz und Hans Komplementäre. Trotz Einschränkungen konnte in beiden Geschäftsbereichen bis zur völligen Stilllegung des Betriebes durch die Besatzungsmächte (1945) durchgearbeitet werden.
Ende 1945/Anfang 1946 wurde die Produktion aufgrund der Erteilung eines Teilpermits mit Einschränkungen wieder aufgenommen. Im Zweiten Weltkrieg war der deutsche Anteil am italienischen Unternehmen beschlagnahmt worden. Ein nach dem Krieg angebotener Rückkauf erfolgte nicht. Ende 1954 stellte das Unternehmen die Nadelproduktion ein. Große Teile des Maschinenparks übernahmen die Prym-Werke und die Rheinischen Nadelfabriken. Anfang der 1950er-Jahre hatte man im Presswerk mit der Produktion von Schraubendrehern angefangen. Ab 1955 wurden Zentralheizungsanlagen entwickelt und Elektrospeichergeräte auf den Markt gebracht. Die Kapazitäten der Gebäude an der Stefanstraße reichten nicht mehr aus. Das Unternehmen expandierte und ließ Fertigungshallen im Ortsteil Iserlohner Heide erbauen, weitere Hallenneubauten folgten. 1960 wurde die Sparte Heizgeräte in eine neu gegründete Tochterfirma ausgegliedert, die später an die AEG verkauft wurde. Ab 1968 konnte die Fertigung von Handwerkzeugen erweitert werden. 1968 trat Jochen Friedrich Kirchhoff in das Unternehmen, das zwischenzeitlich die Firmierung in Stephan Witte & Comp. vorgenommen hatte, ein. 1971/1972 übernahm man die Plano-Werkzeugfabrik, Werner Schie,  Wuppertal-Ronsdorf. In den 1970er-Jahren verteilte sich das Absatzvolumen des Unternehmens auf die drei Bereiche Presswerk und Umformtechnik (60 %), Handwerkzeuge (20 %) und Elektrogeräte/Mikrowellen (20 %).
1979 musste der Produktionsstandort an der Stefanstraße und auch der Standort in der Iserlohner Heide aufgrund von Lärmschutzauflagen aufgeben werden. Verhandlungen mit der Stadt Iserlohn, der Gewerbeaufsicht und dem Land Nordrhein-Westfalen führten dazu, dass im Iserlohner Industriegebiet Sümmern-Rombrock ein neuer Standort gefunden werden konnte und im ersten Bauabschnitt dort auch eine moderne 2.500-Tonnen-Presse aufgestellt werden konnte. Ein Jahr später folgte die Aufstellung einer hydraulischen 5.000-Tonnen-Tandempresse mit einer Länge von 12 Metern. Nun konnten großflächige Pressteile, insbesondere auch für LKW-Rahmenlängsträger fertigen. Anfang 1980 trennte man sich von der Fertigung von Mikrowellen-Kombinationsgeräten, die von der Zug AG übernommen wurde. 1982 war der Umzug nach Sümmern abgeschlossen.
Mit dem Erwerb des Unternehmens Mathias Kutsch in Attendorn begann 1984 die Expansion von Kirchhoff Automotive. In Portugal wurde 1993 das Unternehmen Gametal erworben, das zwischenzeitlich in Kirchhoff Portugal umbenannt wurde und in Irland ein Werk vom Unternehmen Sigro aus Olpe, welches als Kirchhoff Ireland seine Geschäfte betreibt. Zum ersten Mal nahm man 1995 an der IAA in Frankfurt teil. Die Kirchhoff Mexicana in Puebla, Mexiko wurde 1997 gegründet. 1998 wurde Kirchhoff Polska in Mielec, Polen gegründet und es wurde ein zweites Werkes von Kirchhoff Portugal in Ovar eröffnet. In Mexiko wurde 1999 Joint Ventures VRK in Querétaro gegründet. Die Kirchhoff España in Saragossa, Spanien wurde 2000 gegründet. In Esztergom, Ungarn wurde 2004 die Kirchhoff Hungria gegründet und Kirchhoff Polska Assembly in Gliwice, Polen wurde 2004 eröffnet. Die Firma SOEC wurde 2005 in Frankreich erworben und in Gliwice, Polen wurde das dritte Werk eröffnet. 2006 wurde in China Kirchhoff Automotive Suzhou (Jiangau) eröffnet. Beim Kirchhoff Hugária in Esztergom/Ungarn wurde 2007 ein Presswerk aufgebaut. Ebenfalls im gleichen Jahr wurde ein Tec Centers für Forschung und Entwicklung in Attendorn aufgebaut. Durch Neubau eines Presswerkes wurde 2008 das Werk bei Kirchhoff Automotive Suzhou erweitert. Die deutschen Presswerke in Attendorn und Iserlohn wurden 2009 erweitert, Weiters wurde die Presshärtung eingeführt und in Chongqing wurde ein zweites chinesisches Werk aufgebaut. Das 225-jährige Jubiläum von Kirchhoff Gruppe wurde 2010 gefeiert und es wurde das Sales & Technical Development Centers in Hamamatsu (Japan) erweitert. Kirchhoff Automotive übernahm 2014 Mehrheitsanteile seines langjährigen Partners Van Rob auf dem nordamerikanischen Markt. Im Jahr 2016 übernahm Kirchhoff Automotive alle Anteile und produziert jetzt mit 27 Werken in 11 Ländern auf drei Kontinenten.

## Fertigungsschwerpunkte
Aus den Kerntechnologien Umformen, Fügen, Leichtbau und Oberflächenbehandlung fertigt das Unternehmen Produkte wie Stoßfängersysteme, Frontendrahmen und Querträger. Diese werden in Just-in-time-Produktion zusammengebaut. Bereits in der Entwicklungsphase neuer Fahrzeugmodelle strebt das Unternehmen eine enge Zusammenarbeit mit den Automobilherstellern an. So entwickelt das Unternehmen Strukturteile für die Rohkarosse zum Beispiel in Hybridbauweise. Kombinationen aus Stahl-Aluminium oder Metall-Kunststoff kommen hierbei zum Einsatz. Mit dem neu entwickelten partiellen Presshärten ist das Unternehmen in der Lage, Stahlprodukte mit unterschiedlichen Festigkeitsbereichen und damit gewichts- und unfalloptimierte Karosseriekomponenten zu produzieren.

## Standorte

### Standorte Deutschland
- Iserlohn[9]
- Attendorn[9]
- Saarwellingen[10]

### Standorte weltweit
- China: Suzhou, Shenyang
- Frankreich: Chartres
- Irland: Letterkenny
- Polen: Mielec, Gliwice, Gniezno
- Portugal: Ovar, Cucujães
- Spanien: Figueruelas
- Rumänien: Craiova, Pitesti[11]
- Ungarn: Esztergom
- Kanada: Aurora (Ontario), North York
- Mexiko: Puebla, Querétaro
- USA: Troy, Manchester, Tecumseh, Waverly, Lansing